# Prarostino
Prarostino – miejscowość i gmina we Włoszech, w regionie Piemont, w prowincji Turyn.
Według danych na rok 2004 gminę zamieszkiwały 1223 osoby, 122,3 os./km².